# ビッグ富士
株式会社ビッグ富士（びっぐふじ）は、静岡県浜松市に本社を置き、静岡県内でスーパーマーケットチェーン「エブリィビッグデー」を運営する企業である。オール日本スーパーマーケット協会に加盟。

## 概要
静岡県浜松市から函南町にかけて28店を展開。開業当初は毎週末4日間だけ営業する生鮮食品強化スーパー「ビッグ富士」という店名だったが、2008年（平成20年）より毎日営業の総合食品スーパー「エブリィビッグデー」に順次業態変換、2016年（平成28年）の「ビッグ富士 富士店」の改装に伴い全店舗が「エブリィビッグデー」となった。
企業コンセプトは「ご予算半分、買い物2倍」。

## 店舗（エブリィビッグデー）

### 静岡県
2024年（令和6年）9月現在、28店舗を展開。
浜松市（5店舗）
- 笠井街道店
- 姫街道店
- 入野店
- 有玉南店
- 高台店
- 浜北店

静岡市（4店舗）
- 駿河店
- 昭府店
- 長沼店
- 清水店

富士市（3店舗）
- 富士店
- 西富士店
- 北富士店

磐田市（2店舗）
- 磐田店
- ららぽーと磐田店

御殿場市（1店舗）
- 御殿場店

裾野市（1店舗）
- 裾野店

三島市（1店舗）
- 三島南店

沼津市 （1店舗）
- 沼津北店

富士宮市（1店舗）
- 富士宮店

焼津市（1店舗）
- 焼津店

島田市（1店舗）
- 島田店

掛川市（1店舗）
- 掛川店

袋井市（1店舗）
- 袋井店

駿東郡（2店舗）
- 長泉店
- 清水町店

田方郡（1店舗）
- 函南店

榛原郡（1店舗）
- 吉田店

## 関連会社
- ニクセン株式会社 - 食品ミートの総合卸